# Ministère des Affaires étrangères (Pays-Bas)
Pour les articles homonymes, voir Ministère des Affaires étrangères.
Le ministère des Affaires étrangères des Pays-Bas (en néerlandais : Ministerie van Buitenlandse Zaken, BZ) est le ministère supervisant la politique étrangère du royaume des Pays-Bas.
Caspar Veldkamp, membre du Nouveau Contrat social (NSC), est ministre des Affaires étrangères depuis le 2 juillet 2024. Reinette Klever, membre du Parti pour la liberté (PVV), est ministre du Commerce extérieur et de la Coopération pour le développement depuis le 2 juillet 2024.

## Organisation

### Compétences
Le ministère des Affaires étrangères est compétent en matière de relations internationales, de réseau diplomatique et consulaire, de soutien aux Néerlandais expatriés ou en déplacement à l'étranger, de relations avec l'Union européenne et les organisations internationales dont les Pays-Bas sont membres, de coopération, d'aide au développement, de promotion des droits humains, de la paix et de la sécurité internationales.

### Structures
Le ministère des Affaires étrangères s'organise de la manière suivante : 
- Ministre des Affaires étrangères (Minister van Buitenlandse Zaken) ;
- Ministre du Commerce extérieur et de la Coopération pour le développement (Minister voor Buitenlandse Handel en Ontwikkelingssamenwerking) ; 
  - Secrétaire général (Secretaris-generaal ) ; 
    - Vice-secrétaire général, direction générale des Affaires consulaires et opérationnelles ; 
      - Direction générale de la Coopération européenne ;
      - Direction générale de la Coopération internationale ;
      - Direction générale des Affaires politiques ;
      - Direction générale de la Politique économique extérieure.

## Histoire

### Fondation

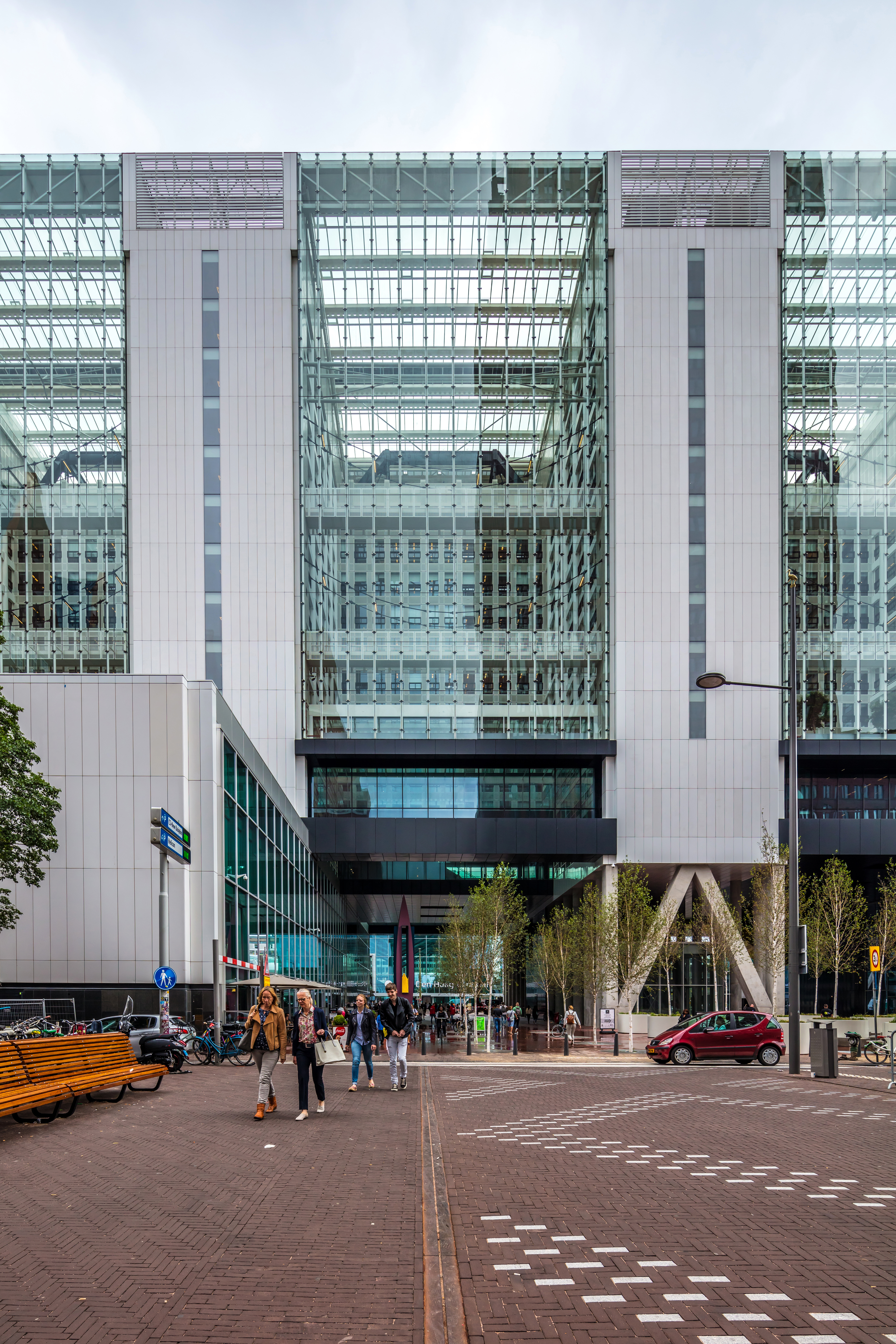
Siège du ministère à La Haye.

En 1798, avec la fondation de la République batave, est nommé le premier agent des Affaires étrangères (Agent van Buitenlandse Zaken), très vite renommé « secrétaire d'État » en 1801. Finalement, avec les invasions napoléoniennes, on parle dès 1806 de « ministre des Affaires étrangères ».

### Ministres des Affaires étrangères

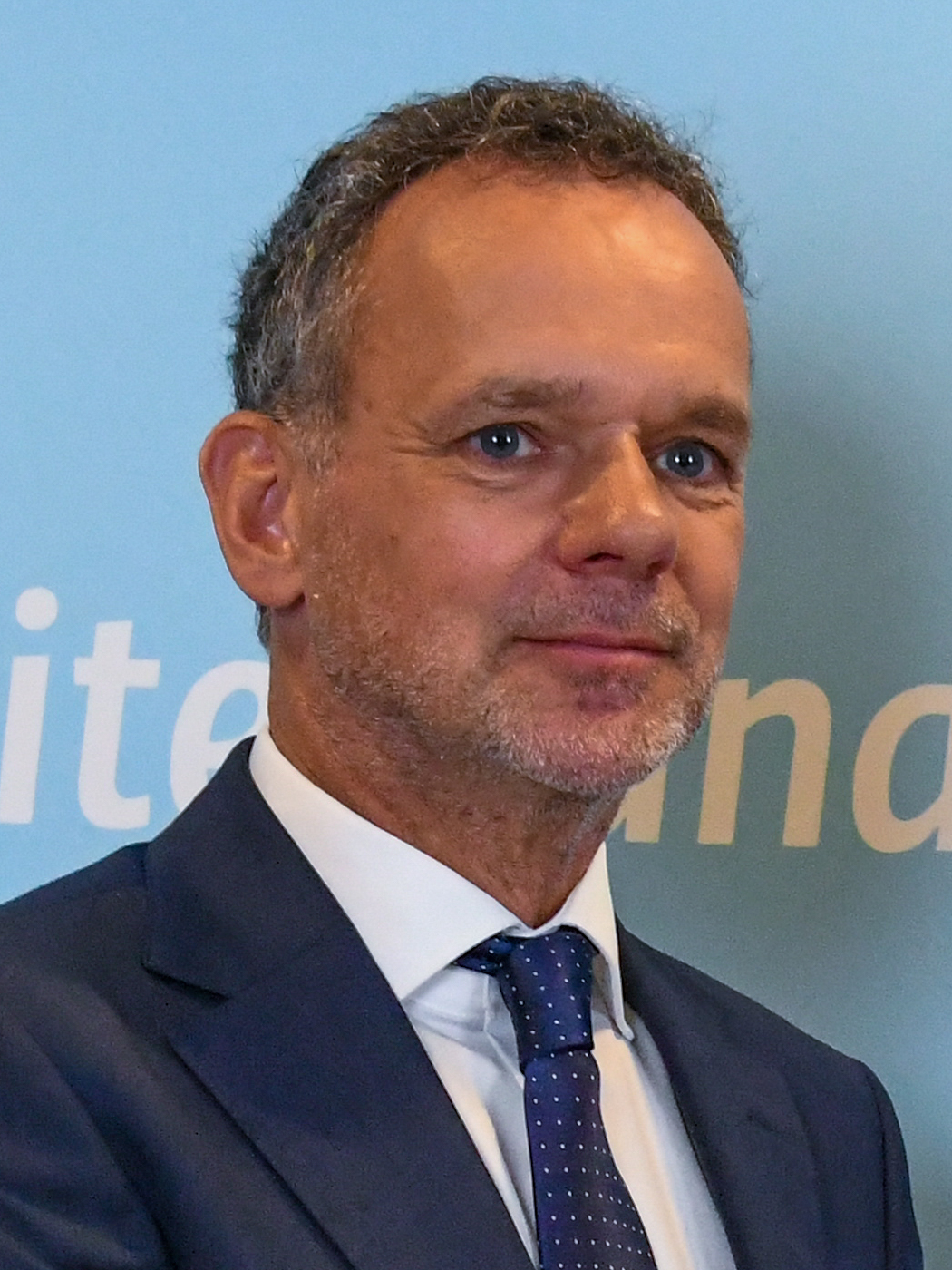
Caspar Veldkamp.

Le cabinet de Dick Schoof, formé le 2 juillet 2024, a confié le portefeuille des Affaires étrangères à Caspar Veldkamp.
Joseph Luns, du Parti populaire catholique (KVP), est le ministre des Affaires étrangères ayant le plus longtemps exercé la fonction, du 2 septembre 1952 au 6 juillet 1971. Il est par la suite secrétaire général de l'OTAN du 1er octobre 1971 au 25 juin 1984.

### Ministres du Développement
De juillet 1941 à août 1948, puis de nouveau entre septembre 1952 et octobre 1956, le ministère comprend un ministre sans portefeuille (minister zonder portefeuille), sans attributions spécifiques. 
Le 14 avril 1965, à l'occasion de la formation du gouvernement de Jo Cals, est nommé un « ministre de l'Aide aux pays en voie de développement » (minister voor Hulp aan ontwikkelingslanden). Ce poste, qui devient « ministre de la Coopération pour le développement » (minister voor Ontwikkelingssamenwerking) en juillet 1971, est supprimé en juillet 2002, lorsque le parti populiste Liste Pim Fortuyn (LPF) entre au gouvernement.
La libérale Eegje Schoo, ministre de la Coopération pour le développement de 1982 à 1986, est la première femme à siéger avec le titre de ministre au sein du ministère des Affaires étrangères.
Le poste est cependant recréé en mai 2003, puis disparaît de nouveau entre octobre 2010 et novembre 2012, quand le premier cabinet de Mark Rutte gouverne avec le soutien des nationalistes du Parti pour la liberté (PVV). En novembre 2012, le poste est recréé en tant que « ministre du Commerce extérieur et de la Coopération pour le développement » (Minister voor Buitenlandse Handel en Ontwikkelingssamenwerking), restant attaché au ministère alors qu'il dépend également du ministère des Affaires économiques. La fonction est confiée à la travailliste Lilianne Ploumen.
En 2017, Sigrid Kaag devient ministre du Commerce extérieur et de la Coopération pour le développement, fonction dont elle démissionne en 2021 pour devenir ministre des Affaires étrangères. Tom de Bruijn lui succède.